# Moj privatni Idaho (1991.)
Moj privatni Idaho je nezavisni dramski film iz 1991.g. koji je napisao i režirao Gus Van Sant, te koji se djelomično temelji na Shakespeareovom Henriku IV., dio 1, Henriku IV, dio 2 i Henriku V. Dvojica prijatelja, Mike i Scott (River Phoenix i Keanu Reeves), kreću na putovanje koje ih odvodi u Mikeov rodni grad u Idaho i zatim u Italiju u potragu za Mikeovom majkom.
Van Sant je izvorno napisao scenarij sedamdesetih, ali ga je odbacio nakon što je pročitao roman Johna Rechyja City of Night (1963.), te zaključio da je Rechyjev prikaz muških prostitutki bolji od njegovog. Tijekom godina, Van Sant je prepravljao scenarij koji je sadržavao dvije priče: priču Mikea i njegovu potragu za majkom, i Scottovu priču kao modernu verziju drama Henrik IV. Van Sant je imao poteškoća u financiranju, te je u jednom trenutku razmatrao mogućnost da snimi film s malim budžetom i pravim klincima s ulice. Poslao je primjerke svojeg scenarija Reevesu i Phoenixu, pretpostavljajući da će ga odbiti, ali obojica su prihvatila uloge.
Moj privatni Idaho je premijerno prikazan 1991. na Venecijanskom filmskom festivalu, te je dobio većinom pozitivne kritike, od kritičara kao što je Roger Ebert i kritičara iz The New York Timesa and Entertainment Weeklyja. Zarada filma je bila umjerena, preko 6.4 milijuna dolara u Sjevernoj Americi, koja je bila viša od procijenjenog budžeta od 2.5 milijuna dolara. Phoenix je dobio nekoliko nagrada za svoju izvedbu, uključujući Volpi Cup za najboljeg glumca na Venecijanskom filmskom festivalu 1991., nagradu Independent Spirit za najbolju glavnu mušku ulogu i nagradu Nacionalne udruge filmskih kritičara za najboljeg glumca.

## Vanjske poveznice
- Moj privatni Idaho na All Movie
- Moj privatni Idaho na Rotten Tomatoes
- Moj privatni Idaho na Metacritic
- Moj privatni Idaho na Box Office Mojo
- Amy Taubin, Criterion Collection essay  Arhivirana inačica izvorne stranice od 21. listopada 2007. (Wayback Machine)